# Weatherford (Texas)
Weatherford è una località degli Stati Uniti d'America, capoluogo della contea di Parker, nello stato del Texas.